# ゲット・ナーヴァス
『ゲット・ナーヴァス』(Get Nervous)は、アメリカ合衆国のロック歌手パット・ベネターが1982年に発表した、4作目のスタジオ・アルバム。

## 背景
ベネターは当時、ステレオタイプなハードロック・ミュージシャンとみなされたくないという思いがあり、本作ではハードロック的なギターよりもニュー・ウェイヴ的な音作りが強調された。「シャドウ・オブ・ザ・ナイト」は、元々はD・L・バイロンが映画『タイムズ・スクエア』（1980年公開）のために作った曲だが、最終的には同作で使用されず、バイロンの所属レーベル「アリスタ・レコード」からも却下されたため、ヘレン・シュナイダーやレイチェル・スウィートに提供され、その後ベネターのヴァージョンも制作された。

## 反響・評価
アメリカでは1983年1月15日付のBillboard 200で4位に達し、自身3作目の全米トップ10アルバムとなった。また、本作からは「シャドウ・オブ・ザ・ナイト」（全米13位）、「リトル・トゥー・レイト」（全米20位）、「ルッキング・フォー・ア・ストレンジャー」（全米39位）がシングル・ヒットし、「シャドウ・オブ・ザ・ナイト」は第25回グラミー賞で最優秀女性ロック・ボーカル・パフォーマンス賞を受賞して、自身3度目のグラミー受賞を果たした。
ニュージーランドのアルバム・チャートでは合計18週にわたりトップ50入りしたが、最高15位に終わり、ベネターのアルバムとしては初めて、同国におけるトップ10入りを逃した。
アレックス・ヘンダーソンはオールミュージックにおいて5点満点中4点を付け「彼女のアルバムとしては、『真夜中の恋人達』以来となる特にメロディックな作品」と評している。

## 収録曲
特記なき楽曲はニール・ジェラルドとビリー・スタインバーグの共作。
1. シャドウ・オブ・ザ・ナイト "Shadows of the Night" (D.L. Byron) – 4:21
2. ルッキング・フォー・ア・ストレンジャー "Looking for a Stranger" (Franne Golde, Peter McIan) – 3:27
3. ゲット・ナーヴァス "Anxiety (Get Nervous)" – 3:43
4. ファイト・イット・アウト "Fight It Out " – 3:57
5. ヴィクティム "The Victim" – 4:44
6. リトル・トゥー・レイト "Little Too Late" (Alex Call) – 4:08
7. ドゥ・イット "I'll Do It" (Pat Benatar, Neil Giraldo) – 4:10
8. アイ・ウォント・アウト "I Want Out" – 3:43
9. テル・イット・トゥ・ハー "Tell It to Her" (Roger Bruno, Ellen Schwartz) – 3:45
10. サイレント・パートナー "Silent Partner" (Myron Grombacher) – 3:46

## 参加ミュージシャン
- パット・ベネター - ボーカル
- ニール・ジェラルド - ギター
- チャーリー・ジョルダーノ - キーボード
- ロジャー・キャップス - ベース
- マイロン・グロムバッカー - ドラムス